# Noor-ul-Ain

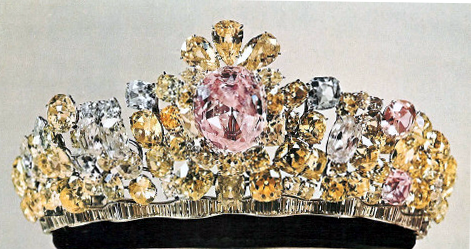

Noor-ul-Ain (arabiska: نور العين, "ögats ljus") är en av de största rosa diamanterna i världen. Den antas komma från gruvorna i Golkonda i Hyderabad i Indien. Den är monterad i en tiara med samma namn tillverkad för den iranska kejsarinnan Farah Pahlavis bröllop med shah Mohammad Reza Pahlavi 1959. Tiaran designades av Harry Winston. Det är en modern design med 324 rosa, gula och vita diamanter i platina. Det sägs att den väger cirka 2 kg. Tiaran är en del av de iranska kronjuvelerna, som förvaras i Teherans centralbank.